# Corne (Zeichner)
Santiago Cornejo (geboren am 14. Juni 1976 in Buenos Aires, Argentinien), künstlerisch bekannt als Corne, ist ein argentinischer Karikaturist und Humorzeichner. Er ist vor allem für seine Arbeiten in verschiedenen Medien bekannt, wobei er sich besonders auf deutschsprachige Veröffentlichungen wie die deutsche Ausgabe des MAD-Magazins und Nebelspalter in der Schweiz konzentriert.
Sein Werk hat internationale Anerkennung gefunden und wird in verschiedenen Ländern veröffentlicht, darunter China, Spanien und die Vereinigten Staaten. In den USA hat er mit dem Humormagazin Cracked zusammengearbeitet und wurde in den einflussreichsten spanischsprachigen Zeitungen des Landes veröffentlicht, wie zum Beispiel „El Diario - La Prensa“ in New York und „La Opinión“ in Los Angeles.
In seinem Heimatland Argentinien war Corne als Direktor einer humoristischen Publikation namens  „Catrasca“ tätig.